# Ngành STEM

Ngành STEM cấu thành từ bốn ngành học: Science (Khoa học), Technology (Công nghệ), Engineering (Kỹ thuật) và Mathematics (Toán học)

STEM – Khoa học, Công nghệ, Kỹ thuật và Toán học (STEM, trước đây SMET) là thuật ngữ dùng để chỉ các ngành học về Science (Khoa học), Technology (Công nghệ), Engineering (Kỹ thuật) và Mathematics (Toán học). Thuật ngữ này thường được sử dụng khi giải quyết các chính sách giáo dục và lựa chọn chương trình giảng dạy trong các trường học để nâng cao khả năng cạnh tranh trong phát triển khoa học và công nghệ. Nó có liên quan đến phát triển nguồn nhân lực, những vấn đề về an ninh quốc gia và chính sách di dân.
Từ viết tắt này đã được sử dụng phổ biến ngay sau khi một cuộc họp liên ngành về giáo dục khoa học được tổ chức tại Quỹ Khoa học Quốc gia Hoa Kỳ (NSF) dưới sự chủ trì của giám đốc NSF lúc đó là Rita Colwell. Giám đốc Phòng Khoa học của Bộ phận Phát triển Nguồn nhân lực cho giáo viên và các nhà khoa học, Peter Faletra, đề nghị thay đổi từ METS (từ cũ) sang STEM. Colwell, cũng không thích cách viết tắt cũ (METS) và đã hưởng ứng bằng đề nghị NSF thay đổi. Một trong những dự án NSF đầu tiên sử dụng từ viết tắt là STEMTEC – Chương trình Hợp tác Giáo viên trong Khoa học, Công nghệ, Kỹ thuật và Toán học tại Đại học Massachusetts Amherst, được tài trợ vào năm 1998.

## Các lối viết tắt khác
- STM (khoa học, kỹ thuật và toán học[4] hoặc khoa học, công nghệ và y học, hoặc khoa học, kỹ thuật và y tế)
- eSTEM (STEM môi trường)[5][6]
- iSTEM (Khuyến khích Khoa học, Công nghệ, Kỹ thuật và Toán học); Xác định những cách mới để giảng dạy các lĩnh vực liên quan đến STEM.
- METALS (STEAM + Logic), được giới thiệu bởi Su Su tại trường Cao đẳng Giáo viên, Đại học Columbia.
- STREM (Khoa học, Công nghệ, Robotics, Kỹ thuật và Toán học); Thêm robot như một lĩnh vực.
- STREM (Khoa học, Công nghệ, Robotics, Kỹ thuật và Đa phương tiện); Thêm Media như là một lĩnh vực.
- STREAM (khoa học, công nghệ, robotics, kỹ thuật và toán học); Thêm lĩnh vực người máy.
- STEAM (khoa học, công nghệ, kỹ thuật, nghệ thuật và toán học)[7][8]
- STEAM (khoa học, công nghệ, kỹ thuật và toán học ứng dụng); Tập trung hơn vào toán học ứng dụng[9]
- GEMS (Kỹ thuật, Toán học và Khoa học và Nữ giới); Được sử dụng cho các chương trình khuyến khích nữ giới vào các lĩnh vực khoa học này.[10][11]
- BEMS (Kỹ thuật, Toán học và Khoa học và Nam giới); Được dùng cho các chương trình khuyến khích nam giới vào các lĩnh vực khoa học này.
- STEMM (khoa học, công nghệ, kỹ thuật, toán học, và y học)
- AMSEE (Toán học Ứng dụng, Khoa học, Kỹ thuật và Kinh doanh)
- Tiếng Đức gọi các môn học hay các ngành này là MINT-Fächer, viết tắt cho toán, khoa học thông tin, khoa học tự nhiên và kỹ thuật.

## Theo vùng địa lý

### Hoa Kỳ
Tại Hoa Kỳ, từ viết tắt này bắt đầu được sử dụng trong các cuộc thảo luận về giáo dục và nhập cư với các sáng kiến ban đầu nhằm giải quyết sự thiếu hụt các ứng viên đủ điều kiện cho các công việc kỹ thuật cao. Nó cũng đề cập đến mối quan tâm về các đối tượng thường được học các môn riêng biệt, thay vì như là một chương trình giảng dạy tích hợp. Việc có công dân thông thạo trong các lĩnh vực STEM là một phần quan trọng trong chương trình giáo dục công cộng của Hoa Kỳ. Thuật ngữ này đã được sử dụng rộng rãi trong các cuộc tranh luận chính sách di dân về việc tiếp cận thị thực lao động của Hoa Kỳ đối với người nhập cư có tay nghề cao trong các lĩnh vực này. Phiên bản thuật ngữ này được công nhận tại bang Texas. Nó cũng trở thành phổ biến trong các cuộc thảo luận giáo dục như là một tham chiếu đến sự thiếu hụt của công nhân lành nghề và sự giáo dục không đầy đủ trong các lĩnh vực này. Thuật ngữ này có xu hướng không đề cập đến các lĩnh vực không chuyên nghiệp của các lĩnh vực còn chưa được định nghĩa, ví dụ như công việc lắp ráp điện tử.

#### Quỹ Khoa học Quốc gia Hoa Kỳ
Nhiều tổ chức ở Hoa Kỳ tuân theo các hướng dẫn của Quỹ Khoa học quốc gia Hoa Kỳ (NSF) về cấu thành của lĩnh vực STEM. NSF sử dụng định nghĩa rộng hơn về STEM bao gồm các môn học trong lĩnh vực hóa học, tin học và khoa học thông tin, kỹ thuật, địa chất học, khoa học sự sống, khoa học toán học, vật lý và thiên văn học, khoa học xã hội (nhân chủng học, kinh tế, tâm lý học và xã hội học) và nghiên cứu giáo dục STEM và nghiên cứu về học tập. Sự phù hợp với các chương trình học bổng chẳng hạn như Chương trình học bổng CSM STEM theo định nghĩa của NSF.
NSF là cơ quan liên bang duy nhất của Mỹ có nhiệm vụ hỗ trợ tất cả các lĩnh vực khoa học cơ bản và kỹ thuật, trừ khoa học y khoa. Các lĩnh vực bao gồm trợ cấp, học bổng ngắn hạn và dài hạn về khoa học sinh học, máy tính và khoa học và kỹ thuật thông tin, giáo dục và nhân lực, kỹ thuật, nghiên cứu và giáo dục về môi trường, khoa học địa chất, khoa học và kỹ thuật quốc tế, khoa học toán học và vật lý, khoa học hành vi và kinh tế, hạ tầng kỹ thuật số, và các chương trình về cực trái đất.

#### Chính sách nhập cư
Mặc dù nhiều tổ chức ở Hoa Kỳ tuân thủ theo các hướng dẫn của Quỹ Khoa học quốc gia về cấu thành của lĩnh vực STEM, Bộ An ninh Nội địa Hoa Kỳ (DHS) định nghĩa chức năng riêng của mình được sử dụng cho chính sách nhập cư. Năm 2012, DHS hoặc ICE công bố danh sách mở rộng các chương trình STEM được chỉ định để đủ điều kiện cho sinh viên tốt nghiệp về thị thực du học cho một phần mở rộng đào tạo thực hành tùy chọn (OPT). Trong chương trình OPT, sinh viên quốc tế tốt nghiệp từ các trường cao đẳng và đại học ở Hoa Kỳ có thể ở lại trong nước và được đào tạo với kinh nghiệm làm việc 12 tháng. Các sinh viên tốt nghiệp chương trình cử nhân STEM được chỉ định có thể tiếp tục học thêm 17 tháng khi gia hạn OPT STEM.

#### STEM – đủ điều kiện nhập cư Hoa Kỳ
Để biết thêm chi tiết về người lao động nước ngoài tạm thời, xem trọng tài lao động toàn cầu – Global labor arbitrage, thị thực H-1B H-1B visa, và Đào tạo Thực hành Tùy chọn – Optional Practical Training.
Danh sách đầy đủ các ngành STEM không tồn tại vì định nghĩa này khác nhau theo tổ chức. Cơ chế Nhập cư và Hải quan Hoa Kỳ đã liệt kê các nguyên tắc bao gồm vật lý học, nghề tính toán bảo hiểm, hóa học, sinh học, toán học, toán học ứng dụng, thống kê, khoa học máy tính, khoa học tính toán, tâm lý, hóa sinh, robotics, kỹ thuật máy tính, kỹ thuật điện, điện tử học, Kỹ thuật công nghiệp, khoa học thông tin, công nghệ thông tin, kỹ thuật dân dụng, kỹ thuật hóa học, vật lý thiên văn, thiên văn học, quang học, công nghệ nano, vật lý hạt nhân, sinh học toán học, vận trù học, sinh học thần kinh, sinh học, tin sinh học, kỹ thuật âm thanh, khoa học, công nghệ giáo dục / giảng dạy, công nghệ phần mềm và nghiên cứu giáo dục.

#### Giáo dục
Bằng cách không ngừng quan tâm về khoa học tự nhiên và xã hội ở trường mầm non hoặc ngay sau khi nhập học, cơ hội thành công của STEM ở trường trung học có thể được cải thiện đáng kể. Sự hòa nhập vào trường học có thể giúp các sinh viên da đen gốc Tây Ban Nha và thổ dân bắt kịp với sinh viên Châu Á và sinh viên da trắng.
STEM mở rộng việc nghiên cứu kỹ thuật trong từng môn học khác nhau và bắt đầu từ các lớp nhỏ hơn, ngay cả cấp tiểu học. Điều này cũng nhằm mang lại giáo dục STEM cho tất cả sinh viên chứ không chỉ là các chương trình năng khiếu. Trong ngân sách năm 2012, Tổng thống Barack Obama đã đổi tên và mở rộng "Chương trình Hợp tác về Toán học và Khoa học" (MSP) để cấp các khoản tài trợ cho các bang để nâng cao giáo dục giáo viên cho những đối tượng này.
Giáo dục STEM thường sử dụng các công nghệ mới như RepRap, máy in 3D để khuyến khích sự quan tâm trong các lĩnh vực STEM.
Năm 2006, Học viện Quốc gia Hoa Kỳ đã bày tỏ mối quan tâm của họ về tình trạng suy giảm giáo dục STEM ở Hoa Kỳ. Ủy ban Khoa học, Kỹ thuật và Chính sách công đã xây dựng một danh sách 10 hành động với ba khuyến nghị hàng đầu là:
- Tăng tài năng của Mỹ bằng cách cải thiện giáo dục khoa học và toán học K-12
- Tăng cường kỹ năng của giáo viên thông qua đào tạo bổ sung về khoa học, toán học và công nghệ
- Mở rộng tiềm năng phát triển (pipeline) của sinh viên chuẩn bị vào đại học và tốt nghiệp với bằng cấp STEM[25]

Cơ quan Hàng không và Vũ trụ Hoa Kỳ cũng đã triển khai các chương trình và chương trình giảng dạy nhằm thúc đẩy giáo dục STEM nhằm bổ sung các nhà khoa học, kỹ sư và nhà toán học, những người sẽ tiến hành thăm dò vũ trụ trong thế kỷ 21.
Các tiểu bang như California, đã điều hành các chương trình STEM thí điểm sau giờ học, ví dụ, để tìm hiểu những thực hành tiềm năng nhất và làm thế nào để thực hiện chúng để tăng cơ hội thành công của học sinh. Một tiểu bang khác đầu tư vào Giáo dục STEM là Florida, nơi trường đại học Florida Polytechnic Lưu trữ ngày 15 tháng 7 năm 2017 tại Wayback Machine, trường đại học công lập đầu tiên của Florida về kỹ thuật và công nghệ dành cho STEM đã được thành lập.
Giáo dục STEM liên tục đã mở rộng đến cấp độ sau trung học thông qua các chương trình thạc sĩ như Chương trình STEM của Đại học Maryland cũng như Đại học Cincinnati.

#### Khoảng cách chủng tộc trong các trường STEM tại Hoa Kỳ
Tại Hoa Kỳ, Quỹ Khoa học Quốc gia cho thấy điểm trung bình của khoa học về Đánh giá Tiến bộ Giáo dục Quốc gia 2011 là thấp hơn đối với học sinh da đen và gốc Tây Ban Nha so với người da trắng, người Á Châu và người Thái Bình Dương. Trong năm 2011, 11% lực lượng lao động Mỹ là người da đen, trong khi chỉ có 6% nhân công của STEM là người da đen. Mặc dù ngành STEM ở Hoa Kỳ thường bị chi phối bởi nam giới da trắng, nhưng đã có những nỗ lực đáng kể để tạo ra các sáng kiến để biến STEM trở nên đa dạng hơn về chủng tộc và giới tính.

#### Sáng kiến Cạnh tranh Hoa Kỳ
Trong bài phát biểu của Tổng thống Hoa Kỳ tại một phiên họp chung của Quốc hội Hoa Kỳ ngày 31 tháng 1 năm 2006, Tổng thống George W. Bush công bố Sáng kiến Cạnh tranh Hoa Kỳ. Tổng thống Bush đã đề xuất sáng kiến nhằm giải quyết những thiếu sót trong sự hỗ trợ của chính phủ liên bang về phát triển giáo dục và tiến bộ ở tất cả các cấp học thuật trong các lĩnh vực STEM. Cụ thể, sáng kiến này kêu gọi tăng đáng kể nguồn tài chính của liên bang cho các chương trình R & D tiên tiến (bao gồm tăng gấp đôi nguồn hỗ trợ tài chính liên bang cho nghiên cứu tiên tiến về khoa học vật lý thông qua DOE) và tăng số lượng sinh viên tốt nghiệp đại học Hoa Kỳ trong các ngành STEM.
Cuộc thi NASA Means Business Lưu trữ ngày 21 tháng 3 năm 2016 tại Wayback Machine, được tài trợ bởi Hiệp hội Các nhà cung cấp không gian Texas, góp phần làm cho mục tiêu đó thêm rõ ràng. Sinh viên cao đẳng tham gia cạnh tranh để phát triển các kế hoạch quảng bá để khuyến khích học sinh trung học cơ sở nghiên cứu các đề tài STEM và truyền cảm hứng cho các giáo sư trong các lĩnh vực STEM để thu hút sinh viên của họ trong các hoạt động tiếp cận hỗ trợ giáo dục STEM.
Quỹ Khoa học Quốc gia có rất nhiều chương trình giáo dục STEM, bao gồm một số cho học sinh phổ thông (K-12) như Chương trình ITEST hỗ trợ Chương trình Thách thức Toàn cầu, Thách thức TỐT NHẤT. Các chương trình STEM đã được thực hiện tại một số trường học ở Arizona. Các trường này triển khai các kỹ năng nhận thức cao hơn cho sinh viên và cho phép họ hỏi cũng như sử dụng các kỹ thuật được sử dụng bởi các chuyên gia trong các lĩnh vực STEM.
Học viện STEM là một tổ chức phi lợi nhuận quốc gia chuyên về việc nâng cao kiến thức STEM cho tất cả học sinh. Nó đại diện cho mô hình học thuật được công nhận mức quốc gia nhằm tạo ra ảnh hưởng cao đến thế hệ tiếp theo. Các thực tiễn, chiến lược và chương trình được xây dựng dựa trên nền tảng thực tiễn tốt nhất của Hoa Kỳ được xác định để cải thiện sự phát triển của học sinh thiểu số và có thu nhập thấp, rút ngắn khoảng cách về thành tích, giảm tỷ lệ bỏ học, tăng tỷ lệ tốt nghiệp trung học, cải thiện chất lượng giáo viên và hiệu trưởng. Học viện STEM thể hiện mô hình học tập linh hoạt sử dụng cho tất cả các trường học và dành cho tất cả học sinh.
Dự án Dẫn đường (Lead Way – PLTW) là nơi cung cấp hàng đầu các chương trình giảng dạy STEM cho các trường trung học ở Hoa Kỳ. Tổ chức phi lợi nhuận quốc gia có trên 5.200 chương trình tại hơn 4.700 trường học ở tất cả 50 tiểu bang. Các chương trình bao gồm chương trình đào tạo kỹ thuật trường trung học được gọi là Pathway To Engineering, chương trình khoa học y sinh học bậc trung học và chương trình kỹ thuật và công nghệ trường trung học gọi là Gateway To Technology. PLTW cung cấp chương trình giảng dạy và phát triển nghề nghiệp cho giáo viên và hỗ trợ liên tục để tạo ra các chương trình chuyển đổi trong các trường học, các huyện và cộng đồng. Các chương trình PLTW đã được Tổng thống Barack Obama và Bộ trưởng Giáo dục Hoa Kỳ Arne Duncan cũng như lãnh đạo của các bang, quốc gia và doanh nghiệp khác nhau ủng hộ.

#### Liên minh STEM – STEM Education Coalition Hoa Kỳ
Liên minh Giáo dục Khoa học, Công nghệ, Kỹ thuật và Toán học (STEM) hoạt động hỗ trợ các chương trình STEM cho giáo viên và sinh viên tại Bộ Giáo dục Hoa Kỳ, Quỹ Khoa học Quốc gia và các cơ quan khác cung cấp các chương trình liên quan đến STEM. Hoạt động của liên minh STEM dường như đã bị chậm lại kể từ tháng 9 năm 2009.

#### Hướng đạo sinh của Hoa Kỳ
Hướng đạo sinh của Mỹ đã thông báo về một chương trình trao giải vào mùa xuân năm 2012 để thúc đẩy sự quan tâm tham gia giáo dục STEM. Các giải thưởng NOVA và SUPERNOVA dành cho Boy Scouts, Cub Scouts và Venturers khi họ hoàn thành các yêu cầu cụ thể phù hợp với trình độ của chương trình trong bốn lĩnh vực STEM chính: Khoa học, Công nghệ, Kỹ thuật và Toán học.

#### Các chương trình của Bộ Quốc phòng Hoa Kỳ[35]
ECybermission là cuộc thi khoa học tự nhiên, toán học và công nghệ dựa trên web dành cho học sinh từ lớp sáu đến lớp chín được tài trợ bởi Quân đội Hoa Kỳ. Mỗi hội thảo trên web tập trung vào một bước khác nhau của phương pháp khoa học và được trình bày bởi một eCybermission CyberGuide kinh nghiệm. CyberGuides là các tình nguyện viên quân đội và dân sự với nền tảng vững chắc trong giáo dục STEM và STEM, những người có thể cung cấp cái nhìn sâu sắc về khoa học, công nghệ, kỹ thuật và toán học cho học sinh và các cố vấn.
STARBASE là một chương trình giáo dục hàng đầu, được tài trợ bởi Văn phòng Trợ lý Bộ trưởng Quốc phòng cho Vụ Dự trữ. Sinh viên tương tác với nhân viên quân sự để khám phá sự nghiệp và kết nối với "thế giới thực". Chương trình này cung cấp cho sinh viên từ 20-25 giờ kinh nghiệm thú vị tại các cơ sở Bảo vệ Quốc gia, Hải quân, Thủy quân lục chiến, Không quân và Không quân trên toàn quốc.
SeaPerch là một chương trình người máy dưới nước sáng tạo huấn luyện giáo viên dạy học sinh của mình cách xây dựng một chiếc xe điều khiển từ xa dưới nước (ROV) trong môi trường ở trường hoặc ở ngoài trường. Sinh viên xây dựng ROV với chi phí thấp, dễ tiếp cận, theo một chương trình dạy các khái niệm khoa học cơ bản và khoa học cơ bản với chủ đề kỹ thuật hàng hải.

#### NASA
NASA Stem là chương trình của Cơ quan vũ trụ NASA của Hoa Kỳ nhằm tăng cường sự đa dạng trong các cấp bậc, bao gồm tuổi, khuyết tật và giới tính cũng như chủng tộc/sắc tộc.

#### Pháp luật của Hoa Kỳ
Đạo luật America COMPETES (P.L. 110-69) đã trở thành luật vào ngày 9 tháng 8 năm 2007. Nó nhằm tăng cường đầu tư của quốc gia vào nghiên cứu khoa học kỹ thuật và trong giáo dục STEM từ cấp mẫu giáo đến sau đại học và giáo dục bậc sau tiến sĩ. Đạo luật này cho phép tăng kinh phí cho Quỹ khoa học quốc gia, các phòng thí nghiệm chuẩn quốc gia và phòng thí nghiệm công nghệ, và Văn phòng Khoa học của Bộ Năng lượng (DOE) trong năm tài chính 8 -2020. Robert Gabrys, Giám đốc Giáo dục tại Trung tâm Không gian Goddard của NASA đã chỉ ra các thành công rõ rệt của chương trình này như sự tiến bộ của thành tích học sinh, sự quan tâm sớm của sinh viên trong các môn STEM, và sự sẵn sàng của sinh viên khi bước vào lực lượng lao động.

#### Việc làm tại Hoa Kỳ
Vào tháng 11 năm 2012, tuyên bố của Nhà Trắng trước cuộc bỏ phiếu của Quốc hội về Đạo luật Việc làm STEM đã đưa Tổng thống Obama vào cuộc đối đầu với nhiều công ty và giám đốc điều hành của Thung lũng Silicon, người đã hỗ trợ chiến dịch vận động tranh cử lại. Bộ Lao động Hòa Kỳ xác định 14 ngành "dự kiến sẽ bổ sung thêm một số lượng đáng kể lao động mới vào nền kinh tế hoặc ảnh hưởng đến sự tăng trưởng của các ngành khác hoặc đang được chuyển đổi bằng công nghệ và đổi mới đòi hỏi những kỹ năng mới cho người lao động". Các ngành này bao gồm: sản xuất tiên tiến, ô tô, xây dựng, dịch vụ tài chính, công nghệ không gian địa lý, an ninh nội địa, công nghệ thông tin, giao thông vận tải, không gian vũ trụ, công nghệ sinh học, năng lượng, y tế, khách sạn và bán lẻ.
Bộ Thương mại Hoa Kỳ ghi nhận những ngành nghề STEM là một trong những lĩnh vực được trả lương cao nhất và có tiềm năng lớn nhất cho sự tăng trưởng trong công việc vào đầu thế kỷ 21. Báo cáo cũng ghi nhận rằng nhân viên STEM đóng vai trò quan trọng trong sự tăng trưởng bền vững và ổn định của nền kinh tế Mỹ, và đào tạo trong các lĩnh vực STEM thường dẫn đến mức lương cao hơn dù họ có làm việc trong lĩnh vực STEM hay không.

### Hồng Kông
Giáo dục STEM đã không được thúc đẩy trong các trường học địa phương ở Hồng Kông cho đến những năm gần đây. Vào tháng 11 năm 2015, Văn phòng Giáo dục của Hồng Kông đã đưa ra một tài liệu mang tên Promotion of STEM Education đề xuất các chiến lược và khuyến nghị về việc thúc đẩy giáo dục STEM.

### Châu Phi
Trên khắp thế giới, các sáng kiến giáo dục STEM khác nhau về phạm vi, quy mô, loại, nhóm dân số mục tiêu và nguồn tài trợ. Một danh sách các tổ chức hiện đang tham gia vào các hoạt động giáo dục STEM và tiếp cận rộng khắp Châu Phi cận Sahara đã nổi lên. Các tổ chức có quy mô, phạm vi, cơ chế tài trợ và tuyên bố sứ mệnh. Tuy nhiên, tất cả đều tập trung vào việc cải thiện giáo dục STEM ở lục địa.

### Úc
Đã có rất nhiều chương trình và nỗ lực thiết lập cách tiếp cận quốc gia về giáo dục STEM ở Úc. Trong năm 2009, chương trình iSTEM (Invigorating STEM) được thành lập như là một chương trình làm giàu tri thức cho học sinh trung học ở Sydney, Úc. Chương trình tập trung vào việc cung cấp các hoạt động cho sinh viên quan tâm và gia đình của họ trong STEM. Thành công của chương trình đã dẫn đến nhiều trường đại học và tổ chức khoa học hỗ trợ cho chương trình. Chương trình iSTEM (iSTEM.com.au) cũng tổ chức một chương trình làm giàu để đưa học sinh và giáo viên vào Chương trình Học viện Không gian Hoa Kỳ. (Spacecamp.com.au)
Sự công nhận cấp quốc gia về chương trình iSTEM bao gồm giải thưởng NSW State Engineering and Science về Đổi mới trong giảng dạy Toán và Khoa học và Giải thưởng Nhân quyền Hàng năm của Tổ chức GoWest. Vào năm 2015, người sáng lập và điều phối chương trình, tiến sĩ Ken Silburn, đã nhận được giải thưởng của Thủ tướng Chính phủ về Giảng dạy Khoa học Trung cấp.

### Canada
Canada đứng thứ 12 trong số 16 nước ngang bằng về tỷ lệ sinh viên tốt nghiệp theo học các chương trình STEM, với 21,2%, cao hơn Hoa Kỳ, nhưng thấp hơn các nước như Pháp, Đức và Áo. Phần Lan, có hơn 30% sinh viên tốt nghiệp đại học đến từ các ngành khoa học, toán học, khoa học máy tính, và các chương trình kỹ thuật.

#### Tổ chức hướng đạo sinh Canada
Tổ chức hướng đạo sinh Canada đã áp dụng các biện pháp tương tự như đối tác Mỹ để thúc đẩy các lĩnh vực STEM cho thanh thiếu niên. Chương trình STEM của họ bắt đầu vào năm 2015.

#### Học bổng Schulich Leader
Trong năm 2011, nhà doanh nghiệp và nhà hảo tâm Canada Seymour Schulich thành lập Học bổng Schulich Leader, học bổng trị giá 100.000.000 đô la với 60.000 đô la cho sinh viên bắt đầu học đại học trong một chương trình STEM tại 20 tổ chức trên khắp Canada. Mỗi năm 40 sinh viên Canada sẽ được lựa chọn để nhận giải thưởng, hai ở mỗi tổ chức, với mục tiêu thu hút thanh thiếu niên có năng khiếu vào các lĩnh vực STEM. Chương trình cũng cung cấp học bổng STEM cho năm trường đại học tham gia ở Israel.

### Thổ Nhĩ Kỳ
Nhóm công tác giáo dục STEM của Thổ Nhĩ Kỳ (hay FeTeMM-Fen Bilimleri, Teknoloji, Mühendislik ve Matematik) là một liên minh của các nhà khoa học và giáo viên, những người có nhiều nỗ lực để nâng cao chất lượng giáo dục trong các lĩnh vực STEM chứ không tập trung vào việc tăng số lượng sinh viên STEM.

### Qatar
Tại Qatar, AL-Bairaq là một chương trình tiếp cận học sinh trung học với một chương trình tập trung vào STEM, do Trung tâm Vật liệu Tiên tiến (CAM) của Đại học Qatar điều hành. Mỗi năm khoảng 946 sinh viên, từ khoảng 40 trường trung học, tham gia các cuộc thi AL-Bairaq. [46] AL-Bairaq vận dụng học tập theo dự án, khuyến khích sinh viên giải quyết các vấn đề đích thực và yêu cầu họ làm việc với nhau như một nhóm để xây dựng các giải pháp thực sự Nghiên cứu cho đến nay cho thấy kết quả tích cực cho chương trình.

### Việt Nam
Ở Việt Nam, bắt đầu từ năm 2012, nhiều tổ chức giáo dục tư thục có các sáng kiến giáo dục STEM.
Năm 2015, Bộ Khoa học và Công nghệ Việt Nam và Liên minh STEM tổ chức ngày hội STEM Lưu trữ ngày 18 tháng 7 năm 2017 tại Wayback Machine lần đầu tiên, tiếp theo đó là nhiều sự kiện tương tự trên toàn quốc.
Vào năm học 2015 – 2016, Bộ Giáo dục và Đào tạo đã khuyến khích nội dung STEM trong chương trình giáo dục đào tạo.
Tháng 5 năm 2017, Thủ tướng Chính phủ đã ký Chỉ thị số 16 nêu rõ: "Thay đổi mạnh mẽ các chính sách, nội dung, phương pháp giáo dục và dạy nghề nhằm tạo ra nguồn nhân lực có khả năng tiếp nhận các xu thế công nghệ sản xuất mới, trong đó cần tập trung vào thúc đẩy đào tạo về khoa học, công nghệ, kỹ thuật và toán học (STEM), ngoại ngữ, tin học trong chương trình giáo dục phổ thông;" và yêu cầu "Bộ Giáo dục và Đào tạo: Thúc đẩy triển khai giáo dục về khoa học, công nghệ, kỹ thuật và toán học (STEM) trong chương trình giáo dục phổ thông; tổ chức thí điểm tại một số trường phổ thông ngay từ năm học 2017 – 2018. Nâng cao năng lực nghiên cứu, giảng dạy trong các cơ sở giáo dục đại học; tăng cường giáo dục những kỹ năng, kiến thức cơ bản, tư duy sáng tạo, khả năng thích nghi với những yêu cầu của cuộc Cách mạng công nghiệp lần thứ 4." Các trường khối tư thục như hệ thống trường PTLC Quốc tế Gateway , trường quốc tế Tây Úc, Mỹ, New Zealand, Phần Lan... đã đưa Stem vào trong chương trình giảng dạy.

## Nữ giới
Bài chi tiết: Phụ nữ trong các lĩnh vực STEM
Các chiến dịch hiện tại để tăng cân bằng giới tính trong các lĩnh vực STEM bao gồm các chương trình WISE của Anh cũng như các chương trình tư vấn, sáng kiến như Tư vấn triệu phụ nữ nhằm kết nối các cô gái và phụ nữ trẻ với những người cố vấn STEM và dự án InspireHerMind của Verizon Văn phòng Chính sách Khoa học và Công nghệ Hoa Kỳ trong chính quyền Obama đang hợp tác với Hội đồng Nhà Trắng về Phụ nữ và Trẻ em để tăng sự tham gia của phụ nữ và trẻ em gái trong các lĩnh vực STEM cùng với chiến dịch "Educate to Innovate".
Nữ giới trong các lĩnh vực STEM thường không thể hiện vai trò đại diện, hiện giữ dưới 25% công ăn việc làm ở Hoa Kỳ Và 13% ở Anh (năm 2014). Tại Hoa Kỳ, các nghiên cứu đã được tiến hành để giải thích vấn đề này, chẳng hạn như các cơ chế trong quá trình tuyển dụng và tuyển dụng. Trung bình, phụ nữ trong các lĩnh vực STEM thu nhập được 33% nhiều hơn so với những người không có nghề nghiệp liên quan đến STEM. Nữ giới hiện xuất hiện trong hàng ngũ lãnh đạo các ngành nghề hàng đầu trên khắp Hoa Kỳ, bao gồm Bộ Quốc phòng, NASA và Quỹ Khoa học Quốc gia (NSF)....
Mặc dù phụ nữ chiếm gần một nửa lực lượng lao động Mỹ nhưng họ vẫn chỉ chiếm ít hơn 25% số việc làm của STEM trong suốt thập kỷ qua. [cần xác minh thêm] Nữ giới và các nhóm thiểu số khác chiếm 75% số sinh viên đại học nhưng chỉ chiếm 45% trong lĩnh vực STEM mỗi năm. Mặc dù 12% phụ nữ trong chương trình cử nhân sẽ có bằng cử nhân về STEM mỗi năm, chỉ có 3% đi làm việc trong lĩnh vực STEM. Theo Quỹ Khoa học quốc gia, chỉ có 28% các nhà khoa học và kỹ sư Hoa Kỳ làm việc trong ngành khoa học và kỹ thuật là nữ giới, với 6,5% là phụ nữ châu Á, 1,6% là phụ nữ da đen và 1,8% là phụ nữ Hispanic. Trong khi gần 60% bằng cử nhân được trao cho các phụ nữ tốt nghiệp mỗi năm, trong khoa học máy tính là ít hơn 20%.
Một nghiên cứu năm 2012 trong Kỷ yếu của Viện Hàn lâm Khoa học Quốc gia Hoa Kỳ cho thấy rằng có một sự thiên vị tiềm ẩn tồn tại đối với việc tuyển dụng phụ nữ cho vị trí STEM các cấp. Nghiên cứu này có các thành viên khoa trong ngành sinh học đại học, hóa học và vật lý đánh giá các ứng dụng cho vị trí quản lý trong phòng thí nghiệm. Các ứng dụng này chỉ thay đổi về tên người tham gia (ví dụ: John vs Jennifer).

## Phê bình, chỉ trích
Việc tập trung vào tăng cường sự tham gia vào các lĩnh vực STEM đã nhận được được một số ý kiến phê bình. Trong bài báo "The Myth of the Science and Engineering Shortage" năm 2014 của tạp chí The Atlantic, nhà nhân khẩu học Michael S. Teitelbaum đã chỉ trích những nỗ lực của Chính phủ Hoa Kỳ trong việc tăng số lượng sinh viên STEM, nói rằng trong số những nghiên cứu về đề tài này, "không ai có thể tìm thấy bất kỳ bằng chứng nào cho thấy sự thiếu hụt thị trường lao động phổ biến hiện nay hoặc khó khăn trong việc thuê người trong ngành khoa học và kỹ thuật đòi hỏi bằng cử nhân hoặc cao hơn " và " Hầu hết các nghiên cứu báo cáo rằng mức lương thực tế trong nhiều ngành nghề nhưng không phải tất cả khoa học và kỹ thuật phát triển chậm hoặc chậm, và tỷ lệ thất nghiệp cao thậm chí cao hơn so với nhiều nghề tương đương." Teitelbaum cũng đã viết rằng sự ấn định của các quốc gia hiện nay gia tăng sự tham gia của STEM là tương tự như những nỗ lực của Chính phủ Hoa Kỳ trước đây kể từ Thế chiến II nhằm gia tăng số lượng các nhà khoa học và kỹ sư, việc này theo ông mang tới hậu quả là "sa thải hàng loạt, đóng băng việc tuyển dụng và cắt giảm quỹ hỗ trợ "; trong đó đại diện là Cuộc đua Không gian vào cuối những năm 1950 và 1960, ông viết, đã dẫn tới "một sự phá sản nghiêm trọng vào những năm 1970".
Biên tập viên IEEE Spectrum Robert N. Charette đã phản ánh những quan điểm này trong bài báo "The STEM Crisis Is a Myth" năm 2013, cũng lưu ý rằng có một sự "không phù hợp giữa kiếm được bằng STEM và có một công việc STEM" ở Hoa Kỳ, Khoảng ¼ sinh viên tốt nghiệp STEM làm việc trong các lĩnh vực STEM, trong khi chưa đầy 1/2 số công nhân trong các lĩnh vực STEM có bằng STEM.
Nhà kinh tế học Ben Casselman, trong một nghiên cứu năm 2014 về thu nhập sau khi tốt nghiệp cho FiveThirtyEight, đã viết rằng, dựa trên dữ liệu, khoa học không nên được nhóm lại với ba loại STEM khác, bởi vì, trong khi ba nhóm kia thường dẫn đến những công việc có thu nhập cao, "Nhiều nhà khoa học, đặc biệt là khoa học đời sống, phải nhận thù lao dưới mức trung bình chung so với những sinh viên tốt nghiệp đại học gần đây".

## Quan trọng về kinh tế
Ở Đức tính rộng ra có khoảng 2,3 triệu người tốt nghiệp đại học trong các ngành MINT đang làm việc. Thu nhập tính chung cả các ngành khoảng chừng 250 tỷ Euro một năm. Ở Thụy Sĩ theo thống kê chính thức khoảng 17.300 người lao động là chuyên viên của các ngành MINT.